# مستنقع عميق
محمية مستنقع عميق محمية طبيعة لبنانية لمستنقع عميق، الذي يعد فريد من نوعة بمنطقة الشرق الأوسط، ويميز بنظام أيكولوجي خاص به وحده. يقع علي بعد 865 متر من غرب وادي بيكا، متحدة مع جداول الرهاب من جبل لبنان وتطل على جبل الباروك.